# Amstelveen
Amstelveen er en kommune og en by i Holland i provinsen Nordholland. Kommunen er en del af byområdet omkring Amsterdam. Indtil 1964 blev kommunen kaldt Nieuwer-Amstel.

## Befolkningscentre
Kommunen Amstelveen består af følgende byer, landsbyer og/eller distrikter: Amstelveen, Bovenkerk, Nes aan de Amstel og delvis Ouderkerk aan de Amstel.

## Seværdigheder
I byen Amstelveen ligger COBRA-museet.